# 六甲村
六甲村（ろっこうむら）は、兵庫県武庫郡にあった村。現在の神戸市灘区の臨海部を除く東半にあたる。

## 地理
- 山岳：長峰山、天望山、油コブシ、坊主山
- 河川：石屋川、都賀川

## 歴史
- 1889年（明治22年）4月1日 - 町村制の施行により、菟原郡八幡村・新生村・水車新田・徳井村・篠原村・高羽村（飛地を除く）および石屋村・東明村の各飛地の区域をもって発足。
- 1896年（明治29年）4月1日 - 所属郡が武庫郡に変更。
- 1929年（昭和4年）4月1日 - 分割し、大字高羽の一部が御影町、大字八幡・新生・水車新田・徳井・篠原および高羽の残部が神戸市にそれぞれ編入。同日六甲村廃止。

## 行政

### 村長
- 渡邊撤[1]
- 関金三郎[1]
- 若松作兵衛[1]
- 岩田又次郎[1]
- 田中種太郎[1]

## 経済

### 産業
農業
農産物は、米、麦を主とし、野菜の栽培がこれに次いだ。『大日本篤農家名鑑』によれば六甲村の篤農家は、「若松作兵衛、龍谷久吉、吉田環」などである。
商工業
石腸営三郎は酒造業を営んだ。工業は、外箱、酒樽、搾油、精米などであった。農村であるが、商業戸数も漸次増加した。

## 交通

### 鉄道路線
- 阪神急行電鉄（現・阪急電鉄）
  - 神戸本線
    - 六甲駅

村域を鉄道省の東海道本線が通過したが、駅は所在しなかった。現在は旧村域にJR神戸線の六甲道駅、六甲ケーブル線の六甲ケーブル下駅・六甲山上駅が所在し、山陽新幹線が通過するが、当時は未開業。